# Brian Callison
Brian Callison (ur. 15 lipca 1934 w Manchesterze, zm. 5 lutego 2024) – brytyjski pisarz, autor wielu książek o tematyce morskiej, powieści przygodowych i sensacyjnych.

## Życiorys
Ukończył High School of Dundee oraz Dundee College of Art. W wieku 16 lat rozpoczął pracę dla firmy Blue Funnel Line, zajmującej się m.in. transportem morskim. Jako młodszy oficer (midszypmen) floty handlowej pływał w rejsach głównie po Europie i Azji Wschodniej. Swoją pierwszą książkę (A Flock of Ships) opublikował w 1970 roku. Od tego czasu napisał ponad dwadzieścia powieści, które zostały przetłumaczone na dwanaście języków (m.in. fiński, japoński i polski). Pod koniec życia pracował jako konsultant i pomagał młodym autorom w kształtowaniu warsztatu pisarskiego. Był członkiem brytyjskiego Towarzystwa Autorów.

## Cykl o kapitanie Trappie
Szczególną sławę przyniósł autorowi cykl zabarwionych czarnym humorem książek o kapitanie Edwardzie Trappie. Ich bohaterem jest awanturnik, przemytnik i pirat, który pływa po morzach i oceanach na przypominającym wrak statku „Charon”. Wraz ze swoją zdeprawowaną załogą, m.in. pierwszym oficerem Millerem i sternikiem Gorbasem Wullie’m, wplątuje się w wiele niebezpiecznych przygód głównie podczas II wojny światowej.
Ukazało się pięć książek z tej serii: Wojna Trappa (1974), Pokój Trappa (1979), Trapp i III wojna światowa (1988), Krokodyl Trapp (1993), Tajna wojna Trappa (2008).

## Książki w polskim tłumaczeniu

### Seria przygód kapitana Edwarda Trappa
- Wojna Trappa (1974)
- Pokój Trappa (1979)
- Trapp i III wojna światowa (1988)
- Krokodyl Trapp (1993)
- Tajna wojna Trappa (2008)[4] Mimo że ostatnia z serii to zgodnie z chronologią akcji powinna być umieszczona po Wojnie Trappa.

### Pozostałe
- Obłęd na pokładzie (1980, wyd. polskie 1991)
- Włócznik (1983, wyd. polskie 1991)
- Zagłada „Calaurii” (1986, wyd. polskie 1992)
- Ostatni rejs (1998, wyd. polskie 1999)
- Konwój Stollenberga (2000, wyd. polskie 2001)